# Un matrimonio molto particolare
Un matrimonio molto particolare (I Me Wed) è un film del 2007 diretto da Craig Price.

## Trama
Isabelle Darden, giovane trentenne single, è pressata dalla madre Lillian e dalla migliore amica Amy a trovare un uomo da sposare. Durante una festa d'addio al nubilato di un'altra amica, Isabelle, per far vedere che è felice così com'è, decide di sposare sé stessa. Amy, però, non è d'accordo e si allontana dall'amica frequentando Jim, fabbricatore di etichette, con cui era già uscita Isabelle. Durante i preparativi organizzati dal migliore amico Bill, Isabelle conosce il figlio del suo datore di lavoro, Colin e iniziano a frequentarsi. Nel frattempo, il "matrimonio" di Isabelle finisce su Internet e Isabelle riceve una proposta per partecipare ad un programma televisivo. 
Colin non sa del progetto di Isabelle e, quando lo scopre in tv, dapprima è d'accordo, poi però cambia idea, pressato da amici e persone che non conosce, e lascia Isabelle. Alla fine, quando Amy si riavvicina all'amica, Isabelle scopre che per affermare il suo punto di vista non ha bisogno di un abito da sposa e da una cerimonia ufficiale, ma solo di sé stessa. La donna si sposa, quindi, con sé stessa e va a festeggiare al parco con la madre e gli amici Bill e Amy. Lì si rende conto che le manca Colin, che arriva dietro di lei sul calesse su cui lavora. Nella scena finale, si vedono Isabelle e Colin sposati.